# Microrégion des Chapadas do Alto Itapecuru

Localisation de la microrégion des Chapadas do Alto Itapecuru

La microrégion des Chapadas do Alto Itapecuru est l'une des six microrégions qui subdivisent l'est de l'État du Maranhão au Brésil.
Elle comporte 13 municipalités qui regroupaient 201 599 habitants en 2006 pour une superficie totale de 24 856 km2.

## Municipalités[1]
- Barão de Grajaú
- Colinas
- Jatobá
- Lagoa do Mato
- Mirador
- Nova Iorque
- Paraibano
- Passagem Franca
- Pastos Bons
- São Francisco do Maranhão
- São João dos Patos
- Sucupira do Norte
- Sucupira do Riachão